# G.G. Jackson

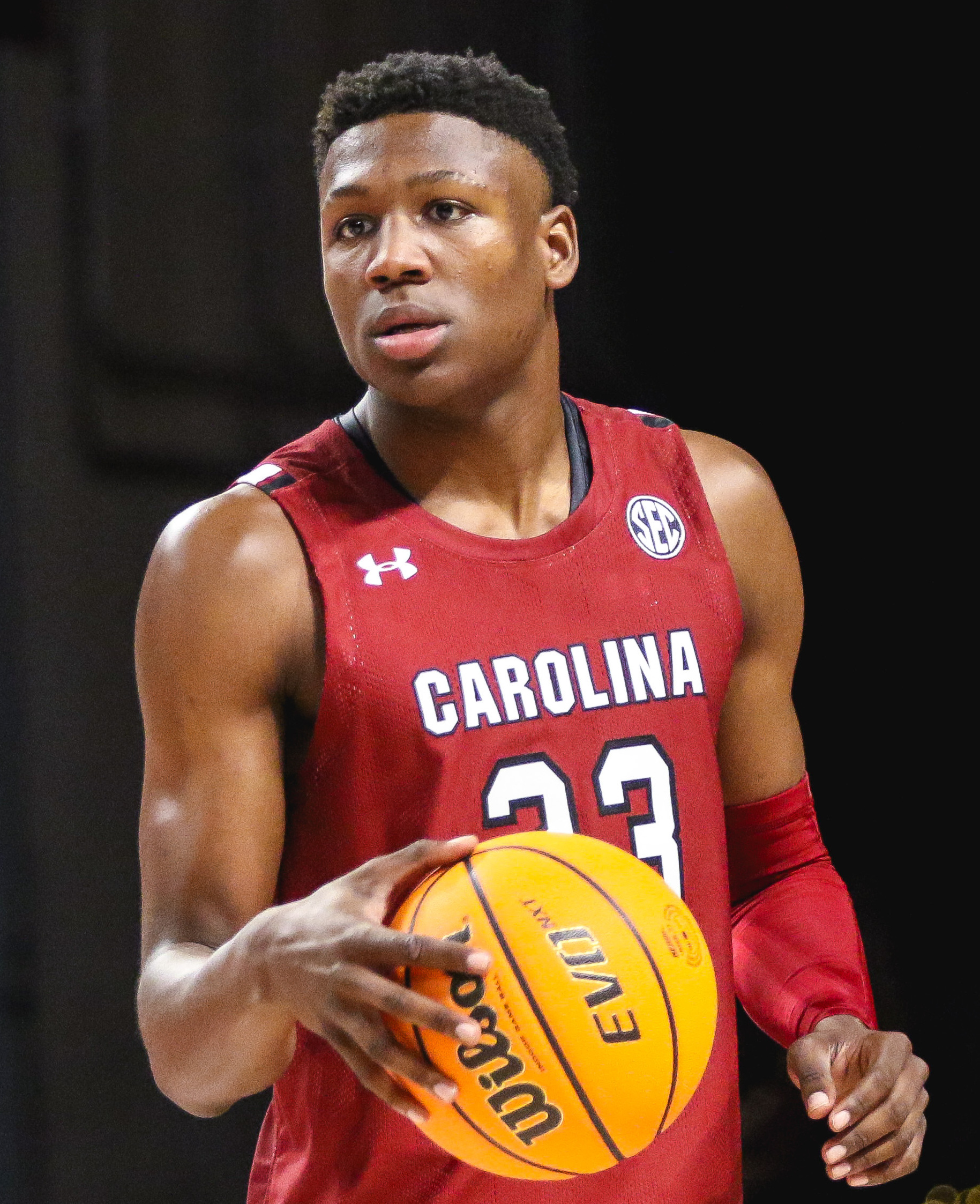
G.G. Jackson, 2022.

Gregory "G.G." Jackson II, född 17 december 2004 i Columbia i South Carolina, är en amerikansk professionell basketspelare (SF/PF) som spelar för Memphis Grizzlies i National Basketball Association (NBA).
Han draftades av Memphis Grizzlies i andra rundan i 2023 års draft som 45:e spelare totalt.
Innan Jackson blev proffs studerade han vid University of South Carolina och spelade för deras idrottsförening South Carolina Gamecocks.